# Not Like That
Singles de Ashley Tisdale
He Said She Said
(2007) Suddenly
(2008)
Pistes de Headstrong
Be Good to Me Unlove You
Not Like That (Pas comme ça) est un single d'Ashley Tisdale issu de l'album HeadStrong sorti en Europe le 25 janvier 2008. La chanson parle de sa vie de star pour dire qu'elle n'est pas comme le croit la majorité des gens.

## Réception
Not like that n'a atteint les charts qu'en Europe avec une meilleure place en Allemagne ou il atteint la 20e position.

## Vidéo musicale
La vidéo musicale a fuité le 2 octobre 2007. C'est la deuxième partie du DVD There's Something About Ashley. L'intro de la vidéo musicale met en scène la sœur de Tisdale, Jennifer Tisdale. La vidéo a été réalisée par Scott Speer, filmée en juin 2007. La vidéo musicale commence avec Tisdale lisant un magazine que lui donne un ami. L'article de couverture du magazine parle de Tisdale. On la voit dans sa chambre en train de chanter, au travail - en train de filmer une publicité - et dans un magazine. Josh Henderson, Scott Speer et Jared Murillo font des apparitions dans la vidéo.

## Crédits et personnels
- Chant: Ashley Tisdale